# Паркау, Пётр Фёдорович
Пётр Фёдорович Паркау (он же Эдмунд Фридрихович и Пётр-Эммануил Фридрихович фон Паркау; 7 октября 1851 — 19 января 1920) — русский военный и государственный деятель, генерал от артиллерии (1912), военный губернатор Батумской (1905—1908) и Карсской областей (1908—1912).

## Биография
Родился в 1851 году. Лютеранского вероисповедания, из дворян. Сын генерал-майора (на 1879), артиллериста Фёдора Фёдоровича (Фридриха Фридриховича фон) Паркау (1824—1885).
Образование: 1-я Московская военная гимназия и Михайловское артиллерийское училище (1868—70), откуда был выпущен подпоручиком в 1-ю резервную конно-артиллерийскую бригаду. В 1877—80 занимал должность старшего адъютанта начальника артиллерии 10-го и 7-го армейских корпусов. В этот период принимал участие в Русско-турецкой войне 1877—78 годов и за отличие был повышен до штабс-капитана (1878).
В дальнейшем служил в артиллерийском управлении Одесского военного округа (1887—1895). Полковник (1892). В 1895 году был переведён на Кавказ. Генерал-майор (1900). Военный губернатор Батумской области (1905—1908; с 1906 года — генерал-лейтенант), затем — Карсской области (1908—1912).
В 1912 году уволен в отставку с производством в генералы от артиллерии.
В 1914 году, с началом Первой мировой войны, вернулся на действительную службу. В 1916 году был награждён орденом Святой Анны 1 степени «За отлично-усердную службу и труды, понесенные во время военных действий».
Уволен от службы 07.07.1917 года с мундиром и пенсией. Скончался в Петрограде.

## Старшие награды
- Орден Святого Владимира 3-й степени (1903)
- Орден Святого Станислава 1-й степени (1905)
- Орден Святой Анны 1-й степени (1916)